# Rumpler D.I
Il Rumpler D.I, designazione aziendale 8D1, fu un aereo da caccia e da ricognizione monoposto, monomotore e biplano, sviluppato dall'azienda aeronautica tedesco imperiale Rumpler Flugzeugwerke GmbH negli anni dieci del XX secolo.
Destinato agli Jasta, i reparti da caccia della Luftstreitkräfte, la componente aerea del Deutsches Heer (l'esercito imperiale tedesco), venne prodotto in pochi esemplari, introdotto nelle fasi finali della prima guerra mondiale, troppo tardi per contribuire efficacemente alle sorti oramai compromesse dell'Impero tedesco.

## Storia del progetto
Nell'ambito di un costante rinnovamento del parco velivoli in dotazione ai reparti aerei, l'ufficio tecnico della Rumpler nel 1917 avviò lo sviluppo di un nuovo modello che potesse soddisfare i requisiti della classe D-Type espressi dall'Idflieg, ovvero velivoli monoposto dalla velatura biplana destinati al combattimento aereo.
L'ufficio tecnico dell'azienda impostò il progetto del nuovo modello introducendo le ultime tecnologie sperimentate nel periodo per ridurre al massimo la sezione frontale a vantaggio delle prestazioni in velocità massima, pur mantenendo un'impostazione convenzionale per il periodo, cellula monoposto, con fusoliera a sezione ovale, ad abitacolo aperto e carrello d'atterraggio fisso, abbinata ad una configurazione alare biplana. La velatura, a scalamento positivo, nel collegare i piani alari abbandonava la soluzione a doppio montante per una a singolo montante "ad I" dal disegno elaborato a profilo alare. L'ala superiore era inoltre dotata di alettoni aerodinamicamente bilanciati.
Il prototipo, indicato dall'azienda come 7D (poi 7D1), venne portato in volo per la prima volta nel corso di quello stesso anno. Le prove in volo suggerirono di intervenire con modifiche strutturali che allungarono i tempi di sviluppo. L'evoluzione del progetto si protrasse per tutto il 1917 con sei sviluppi intermedi che produssero altrettanti prototipi.
Solo la versione definitiva, indicata dall'azienda come 8D1, venne giudicata, nel 1918, rispondente alle aspettative. I due primi 8D1, equipaggiati con un motore Mercedes D.III da 160 PS (118 kW) (altre fonti dichiarano il D.IIIa da 180 PS), vennero portati in volo davanti alla commissione Idflieg durante la seconda valutazione comparativa tra prototipi di velivoli da caccia tenuta presso l'aerodromo di Adlershof, nei dintorni di Berlino, dove i piloti erano invitati a partecipare direttamente alla valutazione ed alla selezione dei nuovi velivoli da destinare alla produzione di serie. Uno dei due venne rimotorizzato con un non meglio specificato motore BMW da 185 PS ed inviato alla terza valutazione dell'autunno 1918. In queste ultime prove svolte il modello venne giudicato idoneo per la produzione in serie.

## Varianti
7D1
primo prototipo, caratterizzato dall'impennaggio dotato di timone "a virgola", singolo montante interalare "ad I per lato" e piano alare superiore supportata da un singolo pilone carenato che si ergeva dalla cofanatura metallica del motore, il tutto rinforzato da  tiranti in cavetto d'acciaio. L'intera fusoliera era ricoperta da pannelli in compensato sagomato. Il radiatore dell'impianto di raffreddamento del motore era montato sul piano alare superiore alla sinistra del pilone di supporto.
7D2
prototipo, identico al 7D1 ma dotato di uno stabilizzatore verticale addizionale.
7D4
prototipo, simile al 7D2 ma dotato di collegamento tra i piani alari più convenzionale, basato su una coppia di montanti per lato, e convenzionale supporto tubolare centrale al posto del singolo pilone, con radiatore spostato al centro dell'ala superiore, Inoltre la parte centrale della fusoliera era ora ricoperta da tela trattata.
7D5
prototipo.
7D7
prototipo, simile al 7D4 ma con nuovi montanti interalari, ritornati ad un solo elemento "ad I" ma di corda inferiore, struttura irrobustita da convenzionali cavetti in acciaio incrociati. Il radiatore venne spostato dalla posizione incassata nell'ala a una soluzione frontale sdoppiata "ad orecchi" posizionati sulla parte anteriore della fusoliera.
7D8
prototipo, molto simile al 7D7, ma con ulteriori cavetti di rinforzo dal disegno semplificato.
8D1
versione finale approvata dall'Idflieg con la designazione D I.

## Utilizzatori
Germania
- Luftstreitkräfte